# 比托 (滨海塞纳省)
比托（法語：Butot，法語發音：[byto]）是法国滨海塞纳省的一个市镇，属于鲁昂区。

## 地理
比托（49°36'56"N, 1°1'39"E）面积5.51 平方千米，位于法国诺曼底大区滨海塞纳省，该省份为法国北部沿海省份，其西部及北部濒大西洋英吉利海峡，东起顺时针与索姆省、瓦兹省、厄尔省和卡爾瓦多斯省接壤。
与比托接壤的市镇（或旧市镇、城区）包括：勒博卡斯、科地区于格勒维尔、圣旺迪布勒伊。

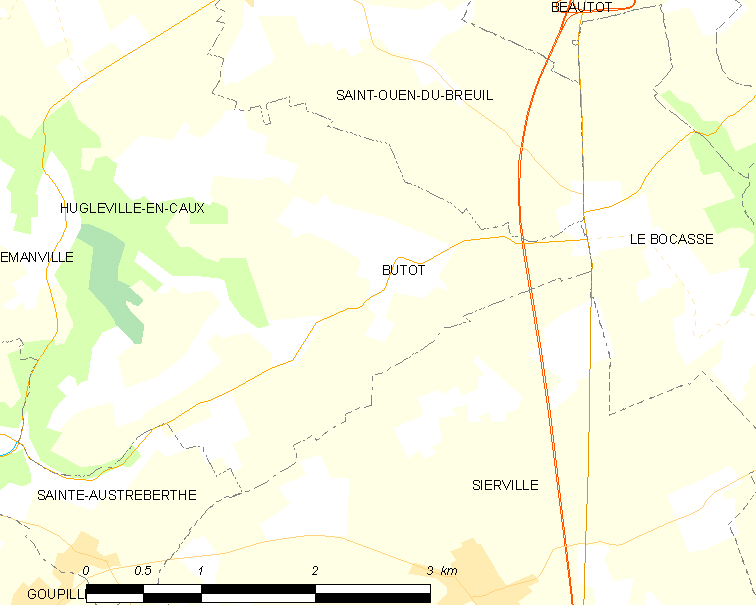
的OSM定位图

比托的时区为UTC+01:00、UTC+02:00（夏令时）。

## 行政
比托的邮政编码为76890，INSEE市镇编码为76149。

## 政治
比托所属的省级选区为伊沃托县。

## 人口

1962-2008年间人口变化图示

比托于2022年1月1日时的人口数量为281人。